# Derde Tibetaanse Rite
De Derde Tibetaanse Rite (van Verjonging) of het Derde Tibetaantje is een yoga-achtige oefening uit de Vijf Tibetanen, voor het eerst beschreven door Peter Kelder en in 1992 naar het Nederlands vertaald onder de titel Fontein der Jeugd.
De derde Tibetaan begint op de knieën, met een rechte rug en de handen liggen op het achterwerk. In de uitademing gaat de kin naar de borst. In de inademing gaan het hoofd, de nek en de rug zo ver mogelijk naar achteren, waarbij ook de rug wordt gekromd. De handen duwen sterk tegen de dijen. De ademhaling houdt in de heen- en weerbewegingen een gelijk ritme aan.
Net als de andere vier rites, wordt deze oefening dagelijks 21 keer uitgevoerd. Dit kan door bijvoorbeeld met drie keer per dag te beginnen, waarbij het aantal met het verloop van de dagen telkens met twee wordt verhoogd. Het totaal aantal malen kan over de gehele dag worden verspreid en het is niet nodig de oefening meer dan 21 keer per dag te doen.
De tweede houding is in hatha yoga vergelijkbaar met de Ustrasana (kameelhouding). Bij de Kameel gaan de handen echter helemaal naar de hielen.